# Fröslunda kyrka

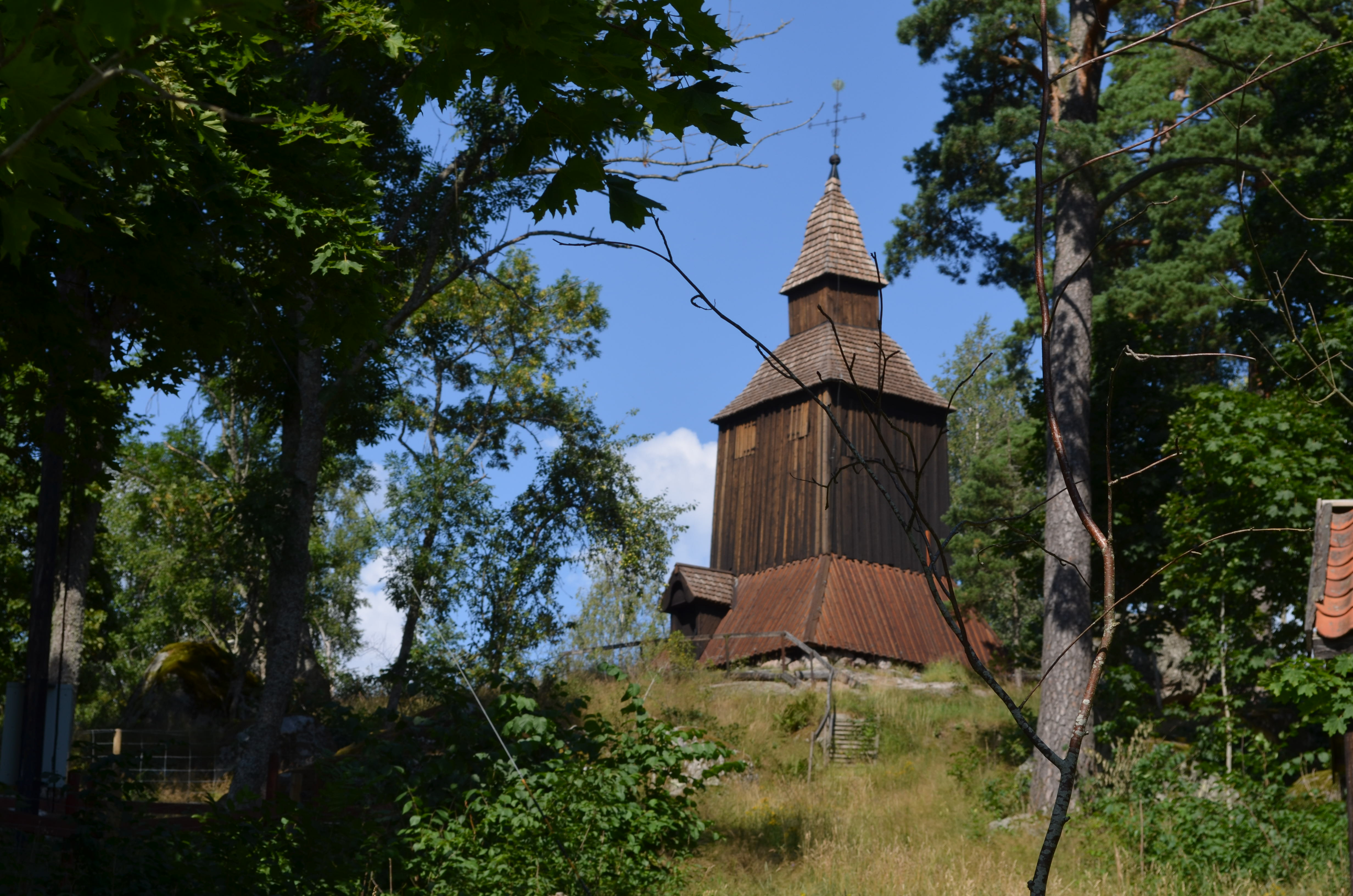
Klockstapel

Fröslunda kyrka är en kyrkobyggnad i Fröslunda by, Lagunda församling, Uppsala stift. Kyrkan ligger på en skogbeväxt sluttning i Örsundaåns dalgång, omgiven av ett kuperat jordbrukslandskap. Länsväg C 568.02 leder fram till kyrkan. På en höjd norr om kyrkan står en brädklädd klockstapel från 1752.

## Kyrkobyggnaden
Fröslunda kyrka är en salkyrka som består av ett rektangulärt långhus med ett rakt avslutat kor i öster. Långhuset har vid sydvästra sidan ett vidbyggt vapenhus och vid nordöstra sidan en vidbyggd sakristia. Kyrkan är byggd av putsad natursten med tegel i gavelrösten och portalomfattningar. Långhusets och sakristians gavlar pryds av blinderingar. Ingången ligger i söder och går via vapenhuset.

### Tillkomst och ombyggnader
Troligen uppfördes kyrkan vid slutet av 1400-talet. Vapenhuset tillkom något senare i början av 1500-talet. Sannolikt har dagens kyrka haft en föregångare eftersom ett flertal inventarier är från äldre medeltid. Kyrkan är uppförd på moränmark med besvärliga grundförhållanden vilket har förorsakat sättningar och sprickor i väggarna. Till följd av detta har omfattande reparationer fått genomföras. 1748 reparerades kyrkan för sprickor i väggarna och samtidigt förstorades fönstren. Vid början av 1800-talet försökte pastoratets kyrkoherde övertala församlingen att lägga ned kyrkan och istället fira gudstjänster i Biskopskulla kyrka. Istället röstade man enhälligt för en omfattande restaurering av Fröslunda kyrka. Till ledare för arbetet tillkallades en slottsbyggmästare från Rosersbergs kungsgård. Sommaren 1816 genomfördes restaureringsarbetet av sockenborna. För att rädda kyrkans murar ansågs det nödvändigt att riva de medeltida tegelvalven och ersätta dessa med ett tunnvalv i trä. Fönstren, som redan hade förstorats, gjordes ännu större och i norra långväggen togs ett nytt fönster upp. En grundlig reparation genomfördes 1907 då kyrkans sydöstra hörn revs, grunden förstärktes och murarna återuppbyggdes i tegel. 1932 lät man sätta igen ett stort medeltida korfönster.

## Interiör
Exteriören präglas än idag av medeltiden medan interiören är uppblandad framförallt med en fast inredning från 1700-talet. Altarväggen har en ovanlig uppbyggnad med predikstolen placerad ovanför altaret. Hela uppbyggnaden utfördes 1762 i rokoko. I väster finns en läktare med en orgel ursprungligen från 1500-talet. Orgelfasaden har tre torn med dekor av graciöst masverk som härstammar från 1500-talet. Nuvarande fasta bänkinredning tillkom på 1760-talet, men förändrades något vid 1930-talets renovering.

## Inventarier
- Dopfunten av kalksten är samtida med nuvarande kyrka. Funten har repvulst och mångkantig cuppa.
- Altarpredikstolen är tillverkad 1762 av bildhuggaren Magnus Granlund. Ovanför predikstolen finns en baldakin. Tillhörande altartavla är från början av 1700-talet. Dess motiv är Jesus på korset.
- I sakristian finns en 125 centimeter hög skulptur av jungfru Maria med barnet. Skulpturen är troligen från början av 1200-talet.
- I sakristian förvaras en Kristusskulptur som troligen är från slutet 1200-talet. Kring huvudet finns en fals som antyder att skulpturen har haft en kungakrona. Fötterna är korsade med en spik.
- På södra väggen under läktaren finns en snidad birgittabild från 1400-talets början. Heliga Birgitta framställs i sittande ställning och har i händerna hållit en bok.
- I vapenhuset står en stor skulptur av Johannes döparen från första hälften av 1300-talet.
- En stor uppsättning ljuskronor och ljusarmar i malm och mässing är från 1500-talet och 1600-talet.
- I sakristian finns en barockstol och ett bord från 1700-talet.
- Nattvardskärlet har skaft från senmedeltiden medan skål och fot är omgjorda på 1700-talet. Tillhörande paten bär årtalet 1695.
- En mässhake i röd sammet är från 1700-talet. En mässhake av svart sammet är inköpt 1762.
- På östra väggen hänger nummertavlor i rokoko som är anskaffade 1768.
- I klockstapeln hänger två kyrkklockor. Storklockan är gjuten 1706 av Gerhardt Meyer medan lillklockan är gjuten 1829 av S.C. Grönvall i Stockholm.

### Orgel
Orgeln byggdes för Kumla kyrka i Västmanland. Första gången orgeln nämns är 1630 då den benämns som "ett gammalt ofärdigt orgverk" 1739 byggdes den om av orgelbyggaren Daniel Stråhle. 1819 såldes den vidare till Fröslunda. 1871 reparerades orgeln och 1932 konserverades den. 1996 restaurerades orgeln tillbaka till Daniel Stråhles skick 1738. Orgeln har 5 stämmor och kort oktav.

#### Diskografi
- Gamla uppländska orglar / Löfgren, Rudolf, orgel. LP. Proprius PROP 7796. 1979.
- 1700-talsorglar i Enköpingstrakten. Holm, Staffan, orgel. Inspelad i Teda kyrka, Fröslunda kyrka och Enköpings-Näs kyrka, 5-7 juni 2001. CD. True Track TTPCD 023. 2001.

### Webbkällor
- Upplandia.se - En site om Uppland